# Capela do Cemitério de Castro Verde
A Capela do Cemitério de Castro Verde é um edifício religioso na vila de Castro Verde, na região do Baixo Alentejo, em Portugal.

## História
Em 1897, foram demolidas as ruínas da Capela de Santo António, no centro da vila, de forma a construir no seu local o Paços do Concelho de Castro Verde. Esta demolição só foi autorizada após ter sido garantida a instalação de uma capela no cemitério, igualmente dedicada a Santo António. Porém, este edifício não chegou a ser construído, mas na Década de 1980 foi instalada uma capela funerária no cemitério.